# ヴァルナの戦い
ヴァルナの戦い（ヴァルナのたたかい）は、1444年11月10日に、現在のブルガリア、ヴァルナ近郊で起きた戦闘。オスマン帝国のスルタン・ムラト2世軍が、キリスト教国連合軍を敗退させた。ハンガリー王国が組織したヴァルナ十字軍最後の戦いであった。

## 背景
1440年から1442年にかけてのベオグラードとトランシルヴァニアへの遠征の失敗、1442年から1443年にかけてのフニャディ・ヤーノシュの遠征の失敗、これらの後にムラト2世はハンガリーとの間にセゲド条約（en、10年の休戦）を結んだ。1444年8月にムラト2世はアナトリアのカラマン君侯国（en）との間に和平を成立させてから、息子のメフメト2世にスルタン位を譲った。
和平が成立したにもかかわらず、ハンガリーはヴェネツィア共和国、そして新たな十字軍を組織するローマ教皇エウゲニウス4世と協力関係を結んだ。この知らせで、ムラト2世はメフメト2世の求めで復位させられた。自分はもはやスルタンではないという理由で、ムラトは最初のこの召喚を頑固にはねつけたが、国の危機に際して復位せざるを得なかった。

## 経過
キリスト教国混成軍は、全軍の総大将としてポーランド王兼ハンガリー王ヴワディスワフ3世（ハンガリー王としての正式名はウラースロー1世）率いるハンガリーが主力となり、その他ポーランド、ボヘミア、教皇軍、ドイツ、ボスニア、クロアチア、ブルガリア、ワラキア、リトアニア、セルビア、ルテニアからの小規模な分遣隊から構成された。これは基本的にはハンガリーの戦争であるため、全軍の主力はハンガリー軍であり、これはヴワディスワフ3世王に仕え、ポーランドにいる王がハンガリーを留守にしている間、総督としてハンガリー政治を任されていた摂政フニャディ・ヤーノシュが元帥として率いた。数の上では圧倒的にトルコが優勢だった。ハンガリーは、準備が不十分な上、コンスタンティノープルとアルバニアからの約束された援軍が到着しなかった。ハンガリー軍は小さく不均衡であった。300人のボヘミア人傭兵を除いて、歩兵がほとんどいなかった。
11月9日夕刻、4万から6万人を擁する大規模なトルコ軍が、西からヴァルナへ接近した。翌10日から始まった戦闘が進むにつれ、キリスト教国混成軍が劣勢となった。ハンガリー軍の主力はヴァルナ湖の泥に馬の足を取られてトルコ歩兵の餌食となり、瞬時のうちに撃破された、このハンガリー部隊と一緒にいた各国軍のうち、クロアチア軍のみが脱出に成功し、全軍の本陣に戻った。
ここでフニャディが配下のハンガリー部隊を率いて主力軍の救援に向かうことが決まり、フニャディは王にはフニャディの部隊が戻るまで本陣にとどまるようにと上奏した。しかし20歳の若きポーランド＝ハンガリー王ヴワディスワフ3世はトルコ軍中央の陣が見た目ほど堅牢でないことを見抜くと、フニャディの上奏を無視し、精鋭のポーランド人騎士500人を連れて自軍の本陣から出撃、スルタンの本陣へ向かって中央から突撃した。彼らは、スルタンの周りを固めるイェニチェリを打ち破り、ムラト2世を捕虜にしようと企てたのだった。
この電撃作戦は成功し、イェニチェリの防衛線は撃破され、王の計画通りトルコ軍親衛隊は大混乱に陥った。ポーランド親衛隊はあと少しでスルタンを捕縛するところまで迫った。ところが、王が乗っていた馬がスルタンのすぐ目の前で陥穽に足を取られ、ヴワディスワフ王は落馬してしまったのである。そこへ集まったイェニチェリ親衛隊によって、不運にもヴワディスワフ3世は殺害された。伝承によると、殺害後に切り落とされた首は、トルコ宮廷へ送られた。王の死で落胆したポーランド騎兵隊はトルコ歩兵に包囲された。
王が戦死したことで、今度はヨーロッパ軍の指揮系統が混乱し、トルコ軍の反撃に対処することが難しくなった。王が落命したとの情報を得た摂政フニャディは王の遺体を取り返そうと試みたが、彼が全て完遂できたのは、ヨーロッパ軍の残存兵の退却を指揮することだった。捕虜となったキリスト教軍の兵士は、虐殺されるか奴隷として売られた。

## 戦後

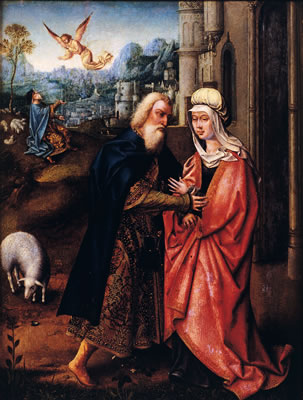
聖ヨアキムと聖アンナ
マデイラ島が背景に描かれている
ここに聖ヨアキムとしてアンナの隣に描かれている白髪の人物は、実はヴワディスワフ3世であるとされる
フンシャル聖画美術館（マデイラ島）

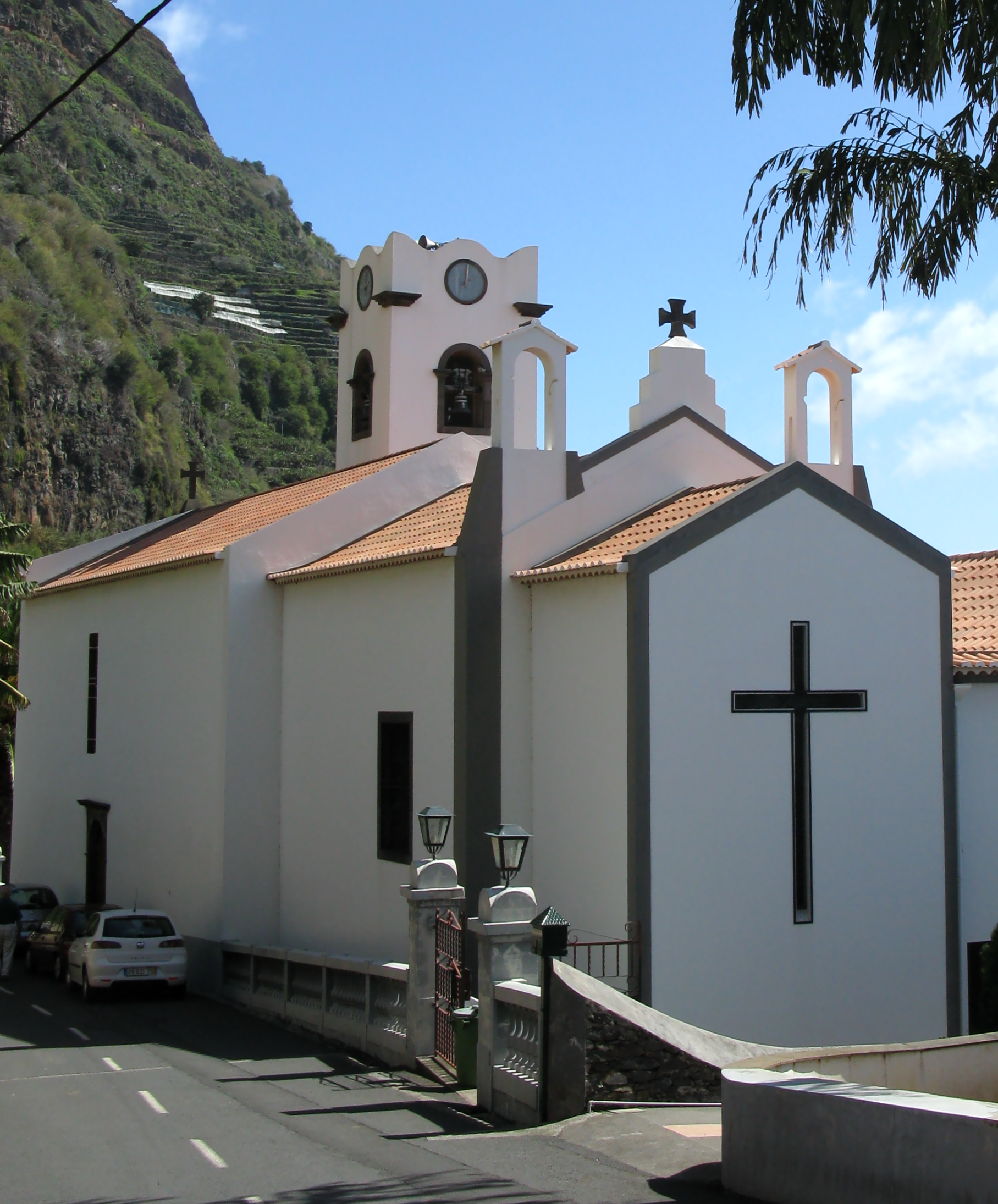
現在の聖カタリナ・マグダラの聖マリア教会の建物（マデイラ島）
ヴワディスワフ3世の墓所とされる

### オスマン帝国のバルカン制覇
ムラト2世は、1448年のコソヴォの戦い（en）で再び、フニャディ・ヤーノシュ率いるハンガリー、ワラキア、モルダヴィア混成軍を打ち破った。バルカン半島のキリスト教国家は以後、オスマン帝国支配下におかれることになった。
オスマン帝国ではさらに、1453年に成就するコンスタンティノープルの陥落の準備が進められた。

### ヴワディスワフ3世生存説
ヴワディスワフ3世の死の状況については伝承が残るのみで、本当に戦死したのかどうかは常に議論が交わされている。というのも、トルコ側は王の首を取ったと主張したものの、王の遺体やその着衣や鎧など、王を示す遺物はまったく発見されていなかったからである。
当時のポーランドの中央政界では、ヴワディスワフを支持する勢力とその弟カジミェシュを支持する勢力とに分かれており、ヴァルナでの敗戦は帰国後のヴワディスワフの身辺を危うくする可能性があった。
ポルトガルに伝わる伝説では、ヴワディスワフは一時的にスルタンの捕虜になったのち、すぐに解放されてエルサレム巡礼に出かけ、その後ポーランドには戻らずにアフォンソ5世のポルトガル王室の援助でマデイラ島のジラン岬一帯に領地を提供され、シナイ山の聖カタリナ騎士団に加わり、そこでポーランドにおける自身の支持者たちや、ポルトガルやスペインなど南欧の王室からの保護を受けながら、信仰生活を送ったとされる。マデイラ島の聖カタリナ・マグダラの聖マリア教会は、ヴワディスワフが1471年に建立し、死後に埋葬された場所とされる。
ヴワディスワフ3世はマデイラ島で、現地のポルトガル女性との間に王子をもうけたとされるが、その王子というのがクリストファー・コロンブスである、という説が近年、アメリカ・デューク大学の歴史学者マヌエル・ロサによって提起されており、数多くの間接的証拠が示されている。ポーランド政府にはヴワディスワフ3世の父ヴワディスワフ2世とコロンブスのDNAの比較鑑定の依頼が行われる予定である。

### 王位継承者
ポーランド＝ハンガリー王であったヴワディスワフ3世（ウラースロー1世）は独身で嫡子がなかったことから、両国の王位継承は混乱することになった。
ハンガリー王位は、ハンガリー王を兼ねたローマ王アルブレヒト2世の遺児で、わずか4歳のラディスラウス・ポストゥムスが継承した。ラディスラウスが10代で死んだとき、ボヘミアの勢力によって毒を盛られたのではないかという噂がたった。しかし、現代の調査ではそれが否定され、結核で死んだことが判明している。その後のハンガリー王位を巡っては、フニャディ・ヤーノシュの長男ラースローと次男マーチャーシュの兄弟間で抗争があり、結果としてマーチャーシュが王位についた。
ポーランド王位は3年の空白の後、ヴワディスワフ3世の弟カジミェシュ4世が継承した。